# Gaélico clásico
El gaélico clásico (Gaoidhealg) era una forma literaria compartida del gaélico que se utilizó en Escocia e Irlanda desde el siglo XIII hasta el siglo XVIII.
Aunque los primeros signos escritos de que el gaélico escocés se separó del irlandés aparecen ya en las anotaciones del Libro del ciervo del siglo XII, el gaélico escocés no tenía una forma estandarizada y no apareció impreso en una escala significativa hasta la traducción de 1767 del Nuevo Testamento al gaélico escocés aunque Foirm na n-Urrnuidheadh de John Carswell, una adaptación del Libro de orden común de John Knox, fue el primer libro impreso en gaélico escocés o irlandés.
El gaélico clásico se habló desde Munster hasta la isla de Inchcolm en el Mar del Norte. Su extensión geográfica hizo de él la más extendida de todas las lenguas insulares a finales del siglo XII, cuándo el inglés medio comenzó a hacer incursiones en Irlanda y muchas de las regiones célticas del norte y del oeste de Britania. 
Pocas lenguas europeas pueden rivalizar en el volumen de literatura que nos legó el gaélico clásico. Mucha de esta supervivencia es debida al empeño de unos pocos anticuarios irlandeses modernos, pero el simple volumen de sagas, anales, hagiografías, etc., que sobrevivieron muestra la confianza que tenían los miembros de las instruidas órdenes gaélicas medievales en su lengua. Casi todo lo que sobrevivió viene de Irlanda, un poco de Escocia y muy poco de la Isla de Man. El Lebor Bretnach, o "Nennius irlandés", sólo se conserva en manuscritos preservados en Irlanda; con todo, Thomas Owen Clancy hace poco propuso que fue escrito en Escocia, en el convento de Abernethy.